# Sveriges ambassad i Ouagadougou
Sveriges ambassad i Ouagadougou är Sveriges diplomatiska beskickning i Burkina Faso som är belägen i landets huvudstad Ouagadougou. Beskickningen består av en ambassad, ett antal svenskar utsända av Utrikesdepartementet (UD) och lokalanställda. Ambassadör sedan 2021 är Maria Sargren.

## Historia
År 2010 öppnades den svenska ambassaden genom en uppgradering av det sektionskontor för utvecklingssamarbete som då fanns i Ouagadougou. Den svenska ambassadören är sidoackrediterad från ambassaden i Bamako som är huvudstad i Mali.

## Beskickningschefer
| Namn              | Period    | Funktion   | Anmärkning                                  |
| ----------------- | --------- | ---------- | ------------------------------------------- |
| Bertil Arvidson   | 1969–1972 | Ambassadör | Sidoackrediterad från ambassaden i Lagos.   |
| ?                 | ????–???? | Ambassadör |                                             |
| ?                 | ????–???? | Ambassadör |                                             |
| Cai Melin         | 1979–1982 | Ambassadör | Placerad i Stockholm.                       |
| Bengt Borglund    | 1983–1987 | Ambassadör | Sidoackrediterad från ambassaden i Abidjan. |
| Arne Ekfeldt      | 1987–1992 | Ambassadör | Sidoackrediterad från ambassaden i Abidjan. |
| Peter Bruce       | 1992–1995 | Ambassadör | Sidoackrediterad från ambassaden i Abidjan. |
| Bo Wilén          | 1996–1999 | Ambassadör | Sidoackrediterad från ambassaden i Abidjan. |
| Göran Ankarberg   | 1999–2002 | Ambassadör | Sidoackrediterad från ambassaden i Abidjan. |
| Inga Björk-Klevby | 2003–2005 | Ambassadör | Sidoackrediterad från ambassaden i Abidjan. |
| Carin Wall        | 2006–2010 | Ambassadör | Placerad i Stockholm.                       |
| Carin Wall        | 2010–2013 | Ambassadör | Sidoackrediterad från ambassaden i Bamako.  |
| Eva Emnéus        | 2013–?    | Ambassadör | Sidoackrediterad från ambassaden i Bamako.  |
| Maria Sargren     | 2021–     | Ambassadör |                                             |